# Hessel (museum)
Hessel is een eeuwenoude boerenplaats in Denemarken die tegenwoordig als museum in gebruik is. De boerderij ligt in de parochie Louns in de gemeente Vesthimmerland in Noord-Jutland. Tot 2007 behoorde zij tot de gemeente Farsø.

## Geschiedenis
De boerderij Hessel werd voor het eerst genoemd in 1391. De toenmalige bewoner was Peder Andersen Munk. Mogelijk was Hessel oorspronkelijk een trefpunt voor piraten, vanwege het goede uitkijkpunt op de fjorden Hvalpsund en Louns Bredning. Niet alle bewoners van voor 1700 zijn bekend, maar van 1567 tot 1580 heeft de vooraanstaande edelman, politicus en diplomaat Jørgen Lykke er gewoond. Van 1647 tot 1670 was de alchemist Valdemar Daa de eigenaar. In 1704 werd een groot deel van de gebouwen verwoest door brand.
Het huis is nog in de staat waarin het is achtergelaten door de laatste bewoners, de familie Elle, waarvan vier generaties de eigenaars zijn geweest van 1829 tot 1966.

## Museum
Hessel is tegenwoordig eigendom van de gemeente Vesthimmerland en wordt gebruikt als landbouwmuseum.

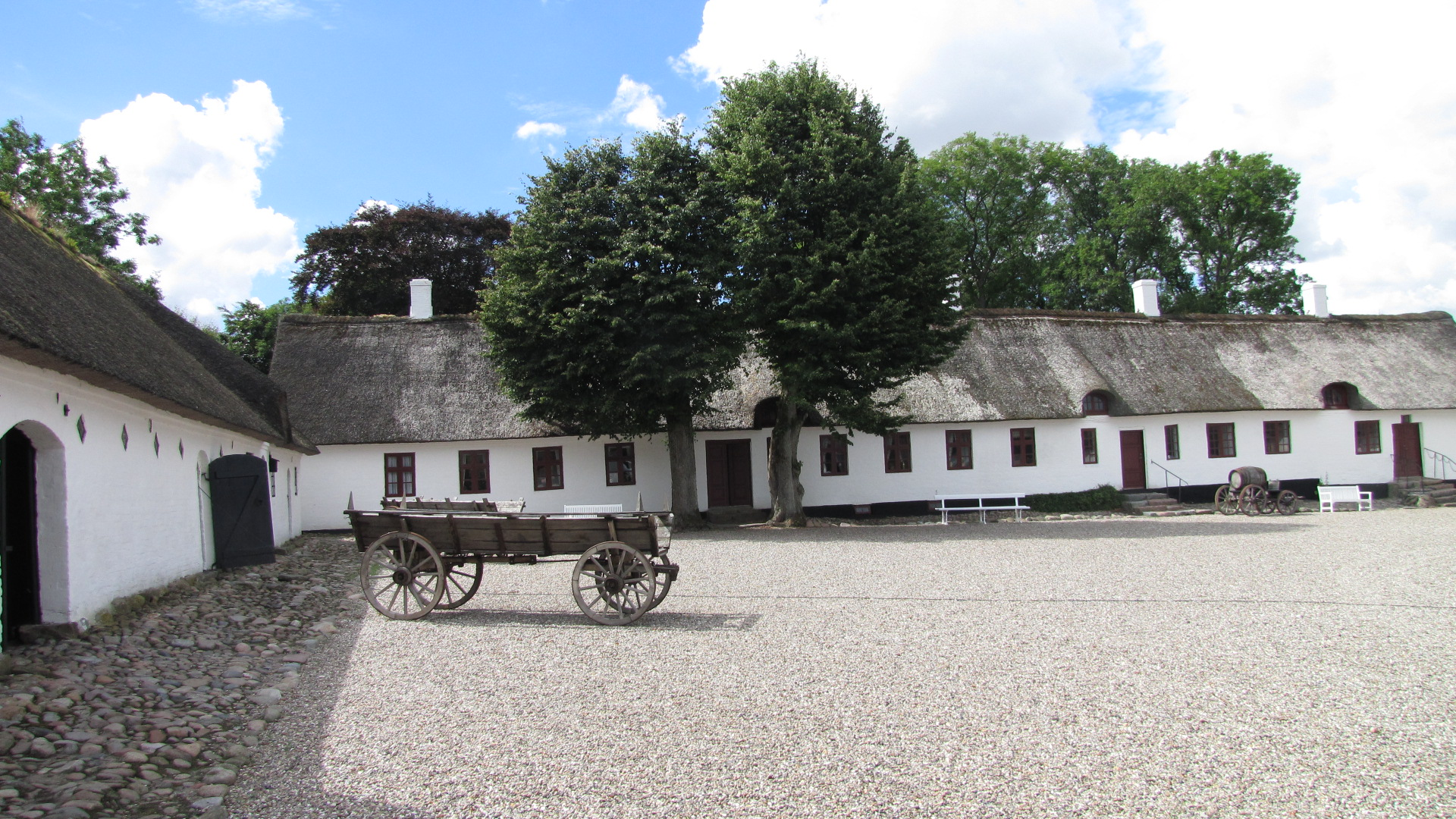
Binnenplaats